# Liste der Countys in New Brunswick

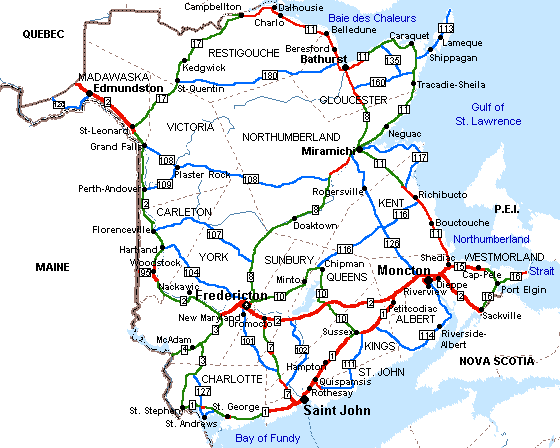
Counties von New Brunswick

Die kanadische Provinz New Brunswick gliedert sich in 15 Counties. 1966 wurden diese als politische Verwaltungseinheit abgeschafft, sie dienen jedoch noch der geographischen Orientierung sowie zu statistischen Zwecken. Einzige Ausnahme bildet die Jurisdiktion: Die Gerichtsbezirke entsprechen den alten Verwaltungseinheiten.
Diese Gliederung der Provinz hat Statistics Canada auch für seine statistische Gliederung in Census Divisions übernommen.
| Name                  | Census Division Code | Verwaltungssitz | Ew. (2016) | Fläche (km²) | Ew./km² |
| --------------------- | -------------------- | --------------- | ---------- | ------------ | ------- |
| Albert County         | 1306                 | Hopewell Cape   | 29.158     | 1.807,88     | 16,1    |
| Carleton County       | 1311                 | Woodstock       | 26.220     | 3.312,72     | 7,9     |
| Charlotte County      | 1302                 | Saint Andrews   | 25.428     | 3.426,97     | 7,4     |
| Gloucester County     | 1315                 | Bathurst        | 78.444     | 4.743,67     | 16,5    |
| Kent County           | 1308                 | Richibucto      | 30.475     | 4.552,92     | 6,7     |
| Kings County          | 1305                 | Hampton         | 68.941     | 3.484,22     | 19,8    |
| Madawaska County      | 1313                 | Edmundston      | 32.741     | 3.461.89     | 9,5     |
| Northumberland County | 1309                 | Miramichi       | 44.952     | 12.868,78    | 3,5     |
| Queens County         | 1304                 | Gagetown        | 10.472     | 3.686,05     | 2,8     |
| Restigouche County    | 1314                 | Dalhousie       | 30.955     | 8.580,00     | 3,6     |
| Saint John County     | 1301                 | Saint John      | 74.020     | 1.463,70     | 50,6    |
| Sunbury County        | 1303                 | Burton          | 27.644     | 2.696,53     | 10,3    |
| Victoria County       | 1312                 | Perth-Andover   | 18.617     | 5.505,56     | 3,4     |
| Westmorland County    | 1307                 | Dorchester      | 149.623    | 3.666,15     | 40,8    |
| York County           | 1310                 | Fredericton     | 99.411     | 8.131,77     | 12,2    |